# Fuad Butrus
Fuad Butrus lub Fouad Boutros (arab. ‏فؤاد بطرس‎; ur. 5 listopada 1917 w Al-Aszrafijji, zm. 3 stycznia 2016) – libański prawnik i polityk, prawosławny chrześcijanin. Kilkakrotnie był m.in. wicepremierem, ministrem spraw zagranicznych i obrony. Sprawował także funkcje deputowanego libańskiego parlamentu, ministra edukacji, sprawiedliwości i turystyki.